# Alfred Alzheimer
Johann Alfred Alzheimer (* 20. September 1875; † 10. Juni 1949 in Pfarrkirchen) war ein deutscher Landwirtschaftslehrer und Pflanzenzüchter.

## Leben
Alfred Alzheimer, der Bruder von Alois Alzheimer, studierte Landwirtschaft an der Akademie für Landwirtschaft und Brauereien Weihenstephan und an der Technischen Hochschule München. 1894 wurde er in Freising Mitglied des Corps Agronomia. Nach dem Studium war er für kurze Zeit Assistent, bevor er zum Vorstand der Landwirtschaftsschule Neumarkt in der Oberpfalz ernannt wurde. In der Folge erhielt er die Berufung zum Leiter der höheren Landwirtschaftsschule Pfarrkirchen.
Auf seinem Eigenbesitz gelang Alzheimer die Züchtung eines Weißhafers und verschiedener Körnermaissorten. Der von ihm gezüchtete Pfarrkirchner Körnermais zeichnete sich durch besondere Frühreife aus, konnte daher auch noch in kälteren Regionen wie Schlesien angebaut werden und gehörte in den 1930er Jahren zu den verbreitetsten Körnermaissorten in Deutschland.